# Emilio Rached
Emilio Alberto Rached (Rosario, 2 de junio de 1959) es un político argentino perteneciente a la Unión Cívica Radical. Fue vicegobernador de la Provincia de Santiago del Estero, Senador Nacional e intendente de la ciudad de Pinto.

## Biografía
Rached nació en Rosario (Santa Fe), pero tiempo después retornó con su familia a la provincia de Santiago del Estero. Sus abuelos, de origen libanés, se instalaron en Villa General Mitre (Pinto) en 1921 y Rached creció allí junto a ellos. Realizó sus estudios primarios y secundarios en Rosario y comenzó sus estudios de abogacía en la Universidad Católica de Santiago del Estero. A los 22 años fue elegido presidente de su club local de fútbol: Club Atlético Social Pinto.[cita requerida]
Desde 1981, Rached comienza su actividad política con el retorno de la democracia. En 1983, se une a la Unión Cívica Radical (UCR). En 1985 es elegido para formar parte de la reforma constitucional. En 1993 fue elegido como concejal del Pinto y en 1995 fue elegido como intendente de aquella ciudad, cargo que ocupó durante 10 años.
En 2005, se convierte en vicegobernador, acompañando en la fórmula a Gerardo Zamora por la gobernación de la provincia. Los dos radicales lideraron el Frente Cívico por Santiago, una alianza entre radicales y peronistas que apoyaban al presidente Néstor Kirchner. Gerardo Zamora en particular es identificado como un líder de los 'Radicales K'.
En 2007 fue elegido como senador nacional, nuevamente por el Frente Cívico.
El 17 de julio de 2008, Emilio Rached tuvo un rol importante al votar como aliado K, junto a Pablo Verani del frente Concertacion de Río Negro, sumados a los ocho votos de senadores oficialistas, en contra del proyecto oficial sobre la resolución Nº125